# بلسینگ (تگزاس)
بلسینگ (به انگلیسی: Blessing) یک منطقهٔ مسکونی در ایالات متحده آمریکا است که در شهرستان ماتاگوردا، تگزاس واقع شده‌است. بلسینگ ۵٫۳ کیلومتر مربع مساحت و ۸۶۱ نفر جمعیت دارد و ۱۲ متر بالاتر از سطح دریا واقع شده‌است.